# 白溲疏
白溲疏（学名：Deutzia albida）为虎耳草科溲疏属下的一个种。

## 扩展阅读
維基物種上的相關：白溲疏